# 대구황금초등학교
대구황금초등학교는 대한민국 대구광역시 수성구 황금동에 있는 공립 초등학교이다.

## 학교 연혁
- 1978년 12월 11일 대구황금국민학교 설립 인가
- 1980년 4월 10일 대구황금국민학교로 개교(20학급, 아동수: 1,380명)
- 1996년 3월 1일 대구황금초등학교로 교명 변경
- 2009년 3월 2일 보육실, 도움실 개관, 본관 승강기 설치, 본관 후관 이동통로 설치
- 2009년 9월 1일 영어체험실 개관, 보건실 현대화 공사
- 2010년 2월 11일 제29회 졸업식(총 졸업생 9881명)
- 2010년 3월 1일 34학급 편성
- 2010년 3월 2일 투명담장 설치
- 2010년 4월 17일 체육관 및 식당 완공
- 2011년 5월 20일 현관 전자문 설치
- 2011년 7월 15일 교육 복지실 개관
- 2012-03-01 제15대 권일영 교장 부임
- 2013-02-15 제32회 졸업식(총 졸업생 10,440명)
- 2013-03-01 28학급 편성(특수학급 1학급 포함)
- 2014-02-14 제33회 졸업식(총 졸업생 10,579명)
- 2014-03-01 28학급 편성(특수학급 1학급 포함)
- 2014-09-01 제16대 박종희 교장 부임
- 2015-02-13 제34회 졸업식(총 졸업생 10,706명)
- 2015-03-01 26학급 편성(특수학급 1학급 포함)
- 2016년 2월 3일 제35회 졸업식(총 졸업생 10,820명)
- 2016년 3월 1일 22학급 편성(특수학급 1학급 포함)
- 2017년 2월 15일 제36회 졸업식(총 졸업생 10,895명)
- 2017년 3월 1일 23학급 편성(특수학급 1학급 포함)

## 참고 자료
- 대구황금초등학교 - 한국교육학술정보원 학교알리미